# Lars Beijbom
Lars Gustaf Oscar Beijbom, född 1 augusti 1950 i Svärta församling, Södermanlands län, är en svensk låtskrivare och dirigent. Han dirigerade låten Trädets rot med Janne Landegren i Melodifestivalen 1977.

## Kompositioner

### Melodifestivalen
- 1991 – Kärlekens dans med Diana Nuñez (skriven tillsammans med Christina Beijbom).